# Amfiteátr

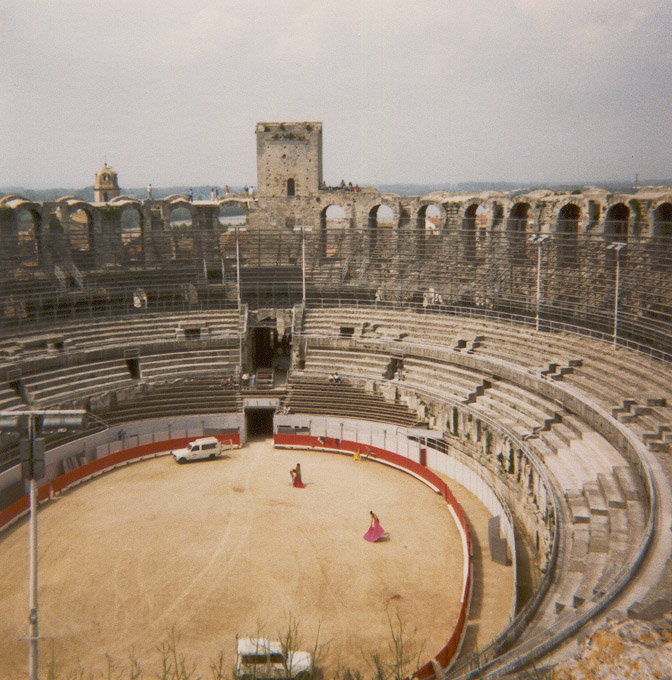
Amfiteátr v Arles

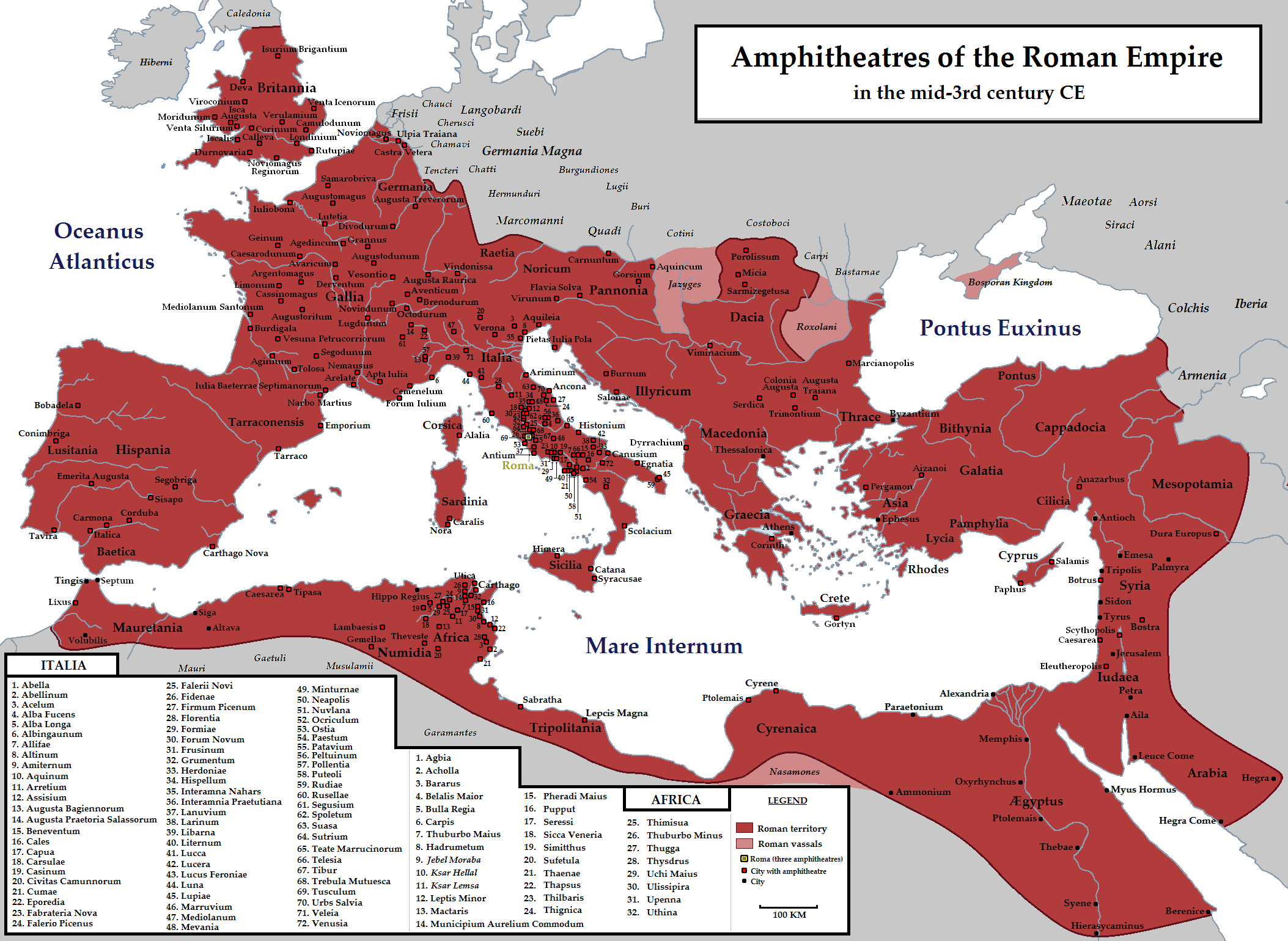
Mapa amfiteátrů ve starověkém Římě

Amfiteátr (řecky amfi – „na obou stranách“ a theatron – „(řecké) divadlo“; latinsky amphitheatrum) je původně starověká římská stavba s elipsovitým půdorysem, která sloužila ke sledování gladiátorských zápasů, štvanic na dravá zvířata a námořních bitev (tzv. naomachií). Tyto aktivity probíhaly v její prostřední části, aréně, kolem níž se na vyvýšeném stupni nacházely řady sedadel pro diváky. Amfiteátr se liší od dalších starověkých římských staveb, hippodromu a cirku, určených primárně pro závody koňských spřežení, a stadionu pro atletické soutěže. Byly budovány po celé Římské říši.

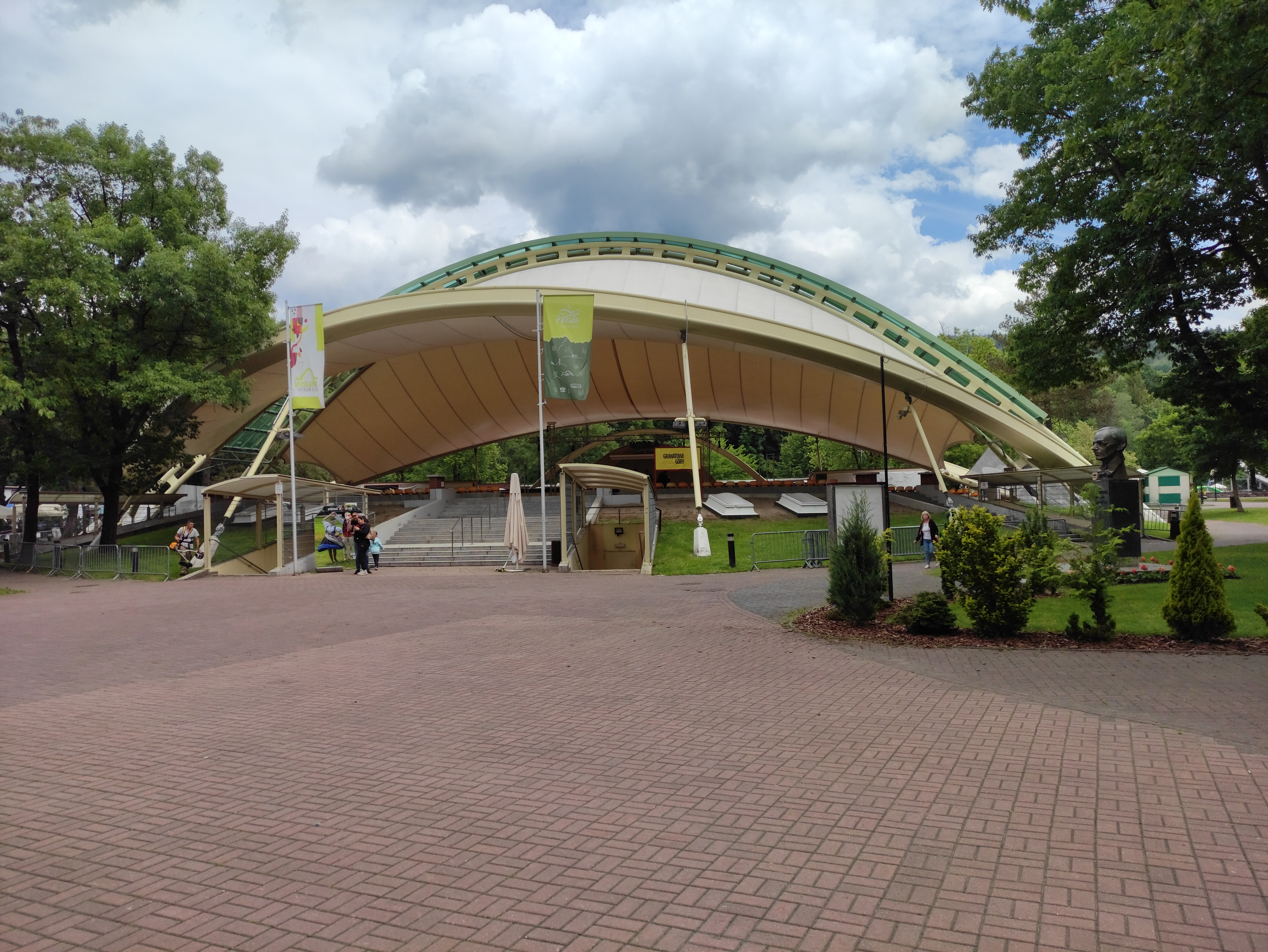
Moderní Amfiteátr ve Visle

Moderní amfiteátry představují nejčastěji prostory s akustikou vhodnou zejména pro koncerty a divadelní představení. Mnoho z nich už ale nemá původní oválný charakter, nýbrž jen polokruhový. Jsou to prostory především venkovní a mohou být i zastřešeny. Variantou venkovních amfiteátrů jsou amfiteátry přírodní, které byly vybudovány s využitím krajinných prvků vhodného tvaru.
Nejstarší amfiteátr, který byl postaven na počátku 1. století př. n. l. se dochoval v Pompejích. Nejznámějším amfiteátrem je Koloseum v Římě (původně nazýváno Amphitheatrum Flavium). Bylo vybudováno mezi lety 70–80. Jeho kapacita byla asi 50 000 diváků, jeho delší osa měla délku 188 metrů a kratší 156 metrů.